# Oxytettix lathraeospanius
Oxytettix lathraeospanius är en insektsart som först beskrevs av Günther, K. 1939.  Oxytettix lathraeospanius ingår i släktet Oxytettix och familjen torngräshoppor. Inga underarter finns listade i Catalogue of Life.